# Caryn Franklin
Pour les articles homonymes, voir Franklin (patronyme).
Caryn Franklin (née le 11 janvier 1959) est une journaliste de mode britannique et professeur de diversité dans la mode. Elle fut la coéditrice d'i-D Magazine dans les années 1980 et a été commentatrice de la mode, de l'image et de la politique identitaire pendant près de 35 ans,. En 2013, Caryn Franklin est nommé Membre de l'Ordre de l'Empire britannique (MBE) pour ses services rendus à la diversité dans l'industrie de la mode,.

## Éducation
Caryn Franklin obtient un Honours degree en design graphique de l'Université Kingston à Londres et un diplôme de troisième cycle à Central Saint Martins en typographie et photographie. Elle a une maîtrise en psychologie appliquée du London College of Fashion sous la direction du Dr Carolyn Mair.

## Vie privée
Caryn Franklin a deux filles, Mateda et Roseby, et est mariée au réalisateur Ian Denyer.